# Беер, Адольф
Адольф Беер (27 февраля 1831, Проснице (Моравия), Австрийская империя — 7 мая 1902, Вена, Австро-Венгрия) — австрийский историк и преподаватель, политик, деятель образования.

## Биография
Из еврейской семьи. Учился в гимназии в Черновицах. В 1849 году поступил в Берлинский университет изучать историю, в 1851 году перешёл изучать её же в Гейдельбергский университет Карла-Рупрехта. Позже провёл дополнительный семестр в Праге, а завершил получение исторического образования в Венском университете в 1853 году. 
Сразу после получения диплома он был назначен учителем гимназии в Черновцах, летом 1857 года, успев до этого поработать в школах в Вене и Праге, был назначен профессором истории Австрии при университете Гроссвардейна (ныне Орадя, Румыния). Год спустя был переведён на ту же должность при коммерческой академии в Вене, а в 1868 году — на ту же кафедру при Высшей технической школе.
В качестве члена министерства просвещения (под руководством Антона Шмерлинга) он оказал большие услуги делу преобразования народных и реальных школ, а также высшего технического образования в Австрии, участвовал в реорганизации средних школ и принятии в 1869 году закона об образовании. С 1873 года он состоял депутатом рейхстага от моравского избирательного округа Шёнберг-Штеркберга. В 1871 году был избран иностранным членом Лейденской академии наук, в мае 1873 года стал членом-корреспондентом Австрийской академии наук. Совершил несколько продолжительных поездок в зарубежные государства Европы для ознакомления с существующими там системами школьного образования, результаты которых изложил в большом количестве статей, которые печатались в журналах «Archiv für österreichische Geschichte» и «Historischer Zeitschrift».
Исторические труды Беера посвящены преимущественно эпохе царствования Марии Терезии и Иосифа II. Он издал переписку Иосифа II, Леопольда II и Кауница (1873), Леопольда II, Франца II и Екатерины II (1873). Кроме того, им написаны следующие работы: «Geschichte des Welthandels» (Вена, 1860—1884, 5 томов), «Die erste Teilung Polens» (Вена, 1873, 3 тома), «Die Finanzen Oesterreichs im XIX Jahrh.» (Прага, 1877), «Die orientalische Politik Oesterreichs seit 1774» (Прага, 1883), «Oesterreich und die deutschen Handelseinigungbestrebungen 1817—1820» (Прага, 1887) и так далее.